# Marquesado de Serralavega
El marquesado de Serralavega es un título nobiliario español creado el 29 de abril de 1891 por el rey Alfonso XIII a favor de Roberto Robert y Suris, i conde de Torroella de Montgrí, marqués pontificio de Robert, Senador del Reino, Diputado a Cortes, etc.
Este título se creó con la denominación de condado de Serra y Sant Iscle, mediante Real Decreto de 12 de enero de 1891, Real Despacho de 29 de abril de 1891. Fue cambiada su denominación por la de marquesado de Serralavega por Real Decreto de 20 de febrero de 1928.

## Condado de Serra y Sant Iscle
Este título fue creado con la denominación de condado de Serra y Sant Iscle, mediante Real Decreto de 12 de enero de 1891, Real Despacho de 29 de abril de 1891, y su denominación fue cambiada por la de marquesado de Serralavega por Real Decreto de 20 de febrero de 1928.

## Lista de marqueses de Serralavega
|                                               | Titular                         | Periodo                     |
| Creación por Alfonso XIII                     | Creación por Alfonso XIII       | Creación por Alfonso XIII   |
| Conde de Serra y Sant Iscle                   | Conde de Serra y Sant Iscle     | Conde de Serra y Sant Iscle |
| --------------------------------------------- | ------------------------------- | --------------------------- |
| i                                             | Roberto Robert y Suris          | 1891-1928                   |
| Marqueses de Serralavega (nueva denominación) |                                 |                             |
| i                                             | Roberto Robert y Suris          | 1928-1928                   |
| ii                                            | Roberto de Robert y de Carles   | 1929-                       |
| iii                                           | Juan Roberto de Robert y Topete | 1968-2018                   |
| iv                                            | Roberto de Robert y Garí        | 2018-                       |

## Historia de los marqueses de Serralavega
- Roberto Robert y Suris (1851-.), i conde de Serra y Sant Iscle, luego denominado i marqués de Serralavega, i conde de Torroella de Montgrí, marqués pontificio de Robert.

1. Casó con Dolores de Carles y de Ferrer. Le sucedió su hijo:

- Roberto de Robert y Carles, ii marqués de Serralavega, marqués pontificio de Robert.

1. Casó con María de la Concepción Topete y Hernández. Le sucedió su hijo:

- Juan Roberto de Robert y Topete (1942-2018), iii marqués de Serralavega.

1. Casó con Marta Garí Sagnier. Le sucedió su hijo:

- Roberto de Robert y Garí, iv marqués de Serralavega.